# کشتی مادر

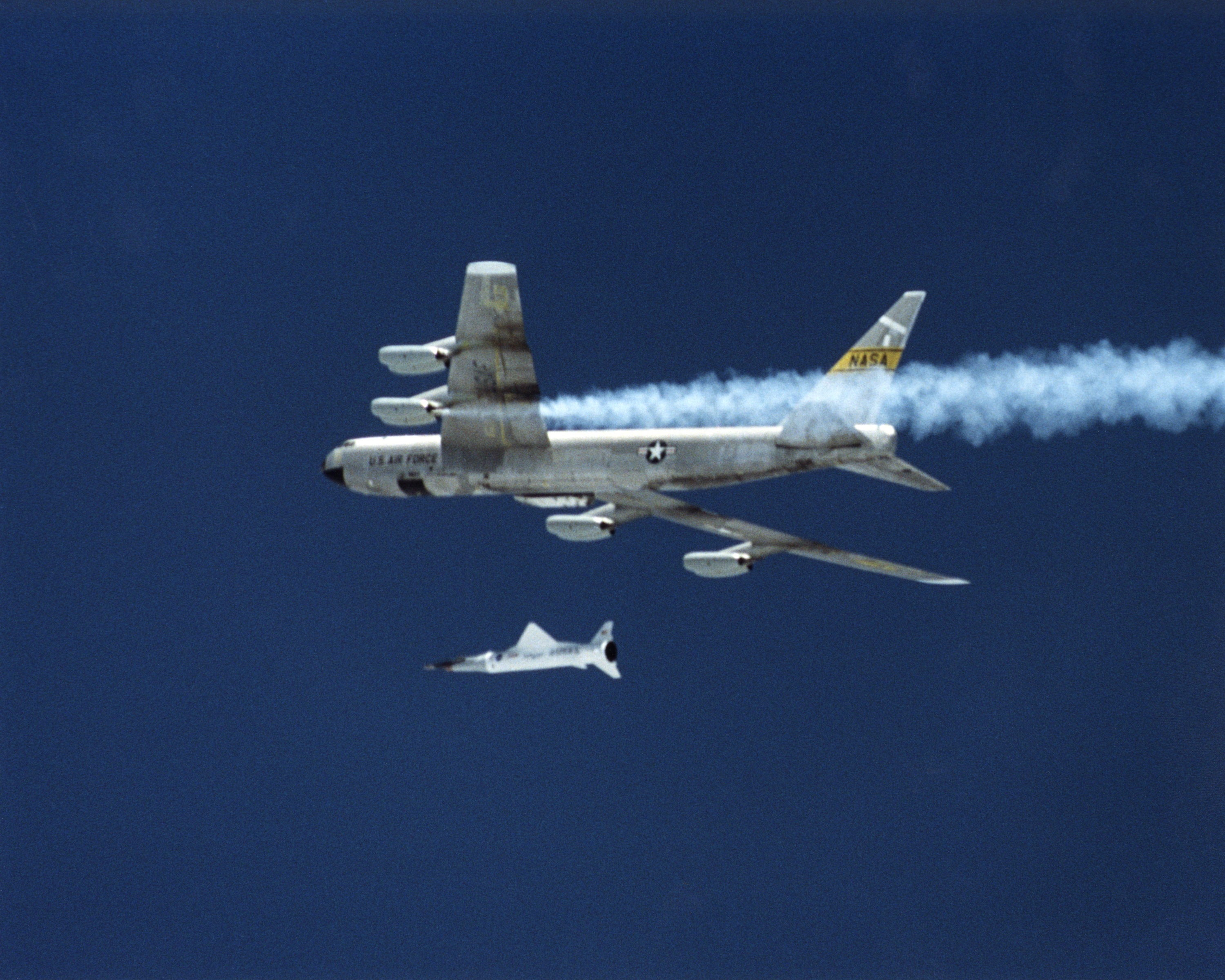
ناسا ایکس-۴۳

کشتی مادر یک وسیله نقلیه بزرگ است که وظیفه ترابری وسایل نقلیه کوچکتر را بر عهده دارد. کشتی مادر می‌تواند یک کشتی یا هواگرد یا فضاپیما باشد. به عنوان نمونه می‌توان یک کشتی را نام برد که زیردریایی‌های کوچک را به منطقهٔ پژوهشی شان می‌رساند.
یک کشتی مادر توانایی سوار کردن دوباره یا ادامه مسیر بعد از پیاده کردن وسایل نقلیه را دارا می‌باشد.